# Mauro Díaz
Mauro Alberto Díaz (Concepción del Uruguay, 10 maart 1991) is een Argentijns voetballer die bij voorkeur als middenvelder speelt. Hij verruilde in 2013 CA River Plate voor FC Dallas. 

## Clubcarrière
Díaz kwam vanuit de jeugdopleiding van River Plate terecht in het eerste team. Op 21 september 2008 maakte hij tegen San Martín zijn debuut voor River Plate. Na een verhuurperiode bij het Chileense Unión Española tekende hij op 17 juli 2013 bij het Amerikaanse FC Dallas. Op 4 augustus 2013 maakte hij tegen Seattle Sounders zijn debuut. Zijn eerste doelpunt voor de club maakte hij op 18 augustus 2013 tegen Portland Timbers. Díaz arriveerde midden in het Major League Soccer seizoen bij FC Dallas waardoor zijn speeltijd in zijn eerste seizoen gelimiteerd was. In tien competitiewedstrijden, waarvan vijf in de basis, maakte hij desondanks drie doelpunten en gaf hij twee assists. Ook zijn tweede seizoen bij de club begon goed. Hij maakte in de eerste acht competitiewedstrijden drie doelpunten en gaf drie assists. Op 3 april 2014 werd hij tot MLS speler van de maand maart benoemd.